# Park Row Building

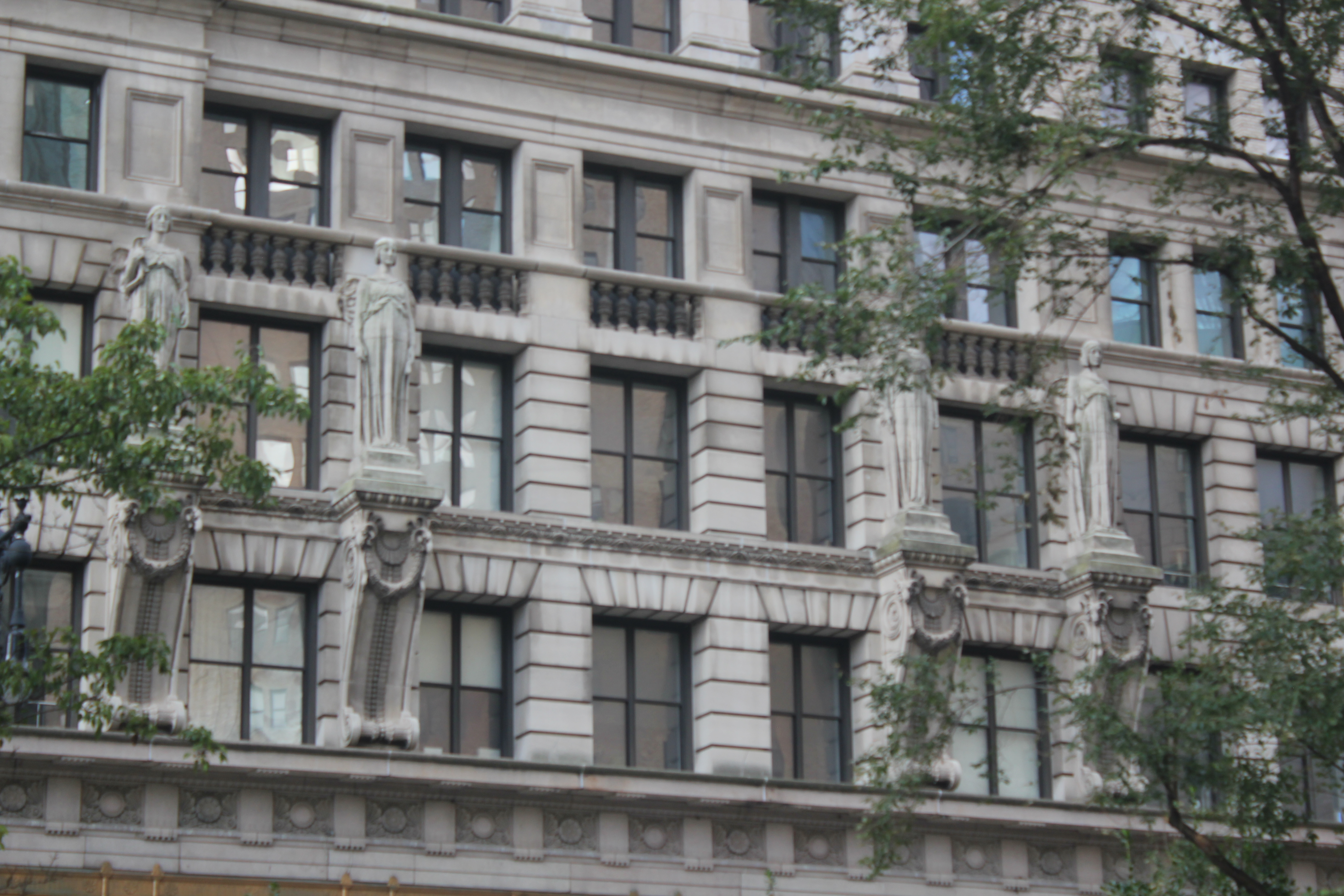
Die vier Statuen an den untersten Geschossen des Gebäudes

Das Park Row Building, auch 15 Park Row, ist ein 1899 fertiggestelltes denkmalgeschütztes Hochhaus in Manhattan in New York City, Vereinigte Staaten. Von 1899 bis 1908 war es das höchste Hochhaus der Stadt und nach der Philadelphia City Hall das zweithöchste Bürogebäude weltweit. Ab Anfang der 2000er Jahre wurde das Gebäude zu einem luxuriösen Wohnhaus umgebaut.

## Lage
Das Hochhaus befindet sich in der Park Row nahe der Kreuzung zum Broadway im Financial District in Lower Manhattan (Downtown). Vor dem Gebäude liegt der City Hall Park mit dem New Yorker Rathaus City Hall. Der direkte Nachbar ist der 2020 erbaute 214 Meter hohe Wolkenkratzer 25 Park Row. Direkt gegenüber stehen am Broadway das Woolworth Building und die St. Paul’s Chapel. Nur einen Block westlich befindet sich das World Trade Center.

## Geschichte
Das Park Row Building wird als einer der ersten Wolkenkratzer in New York betrachtet. Der vom Architekten Robert Henderson Robertson entworfene Bau wurde 1899 nach zwei Jahren und neun Monaten Bauzeit fertiggestellt und eröffnet. Mit seiner Höhe von 119,2 Metern (391 Fuß) war er das höchste Hochhaus der Stadt, bis er 1908 von dem 187 m hohen Singer Building abgelöst wurde (1966–1969 abgerissenen). Das Park Row Building reihte sich zu den anderen ähnlich hohen Neubauten in der „Newspaper Row“ ein, dem damaligen Zentrum der Zeitungsindustrie in New York. Die Baufirma war Park Row Construction Company, ein Syndikat, dessen Rechtsbeistand William Mills Ivins die Baufläche vorher erwarb und sie dann der Company übertrug, weshalb das Gebäude auch unter „Ivins Syndicate Building“ bekannt ist. Das Gebäude besaß 950 Büros, in denen 4000 Mitarbeiter beschäftigt waren. In den 1990er Jahren erwarben Oseph und Rachelle Friedman, Eigentümer von J&R Music, das Park Row Building und verkauften es im Januar 2021 für etwa 140 Millionen US-Dollar an die Atlas Capital Group.
Das Park Row Building besteht aus dem Vorderhaus mit den beiden Türmen und zwei Gebäudeflügel mit Innenhöfen. Die runden Türme besitzen jeweils vier Ecktürmchen und haben eine mit Kupfer verkleidete Kuppel mit krönender Laterne. Das Hochhaus besitzt 30 Stockwerke, davon sind 26 Vollgeschosse, die restlichen vier befinden sich jeweils in den beiden Tümen. Die Fassade ist mit vier großen Säulen, 16 Pilastern, mehreren Balkonen sowie vier auf Sockeln stehende Statuen ausgestattet. Das Gebäude beherbergt nach der zwischen 2001 und 2018 in mehreren Stufen erfolgten Umwandlung von einem Büro- zu einem Wohngebäude 339 luxuriöse Apartments, zwei Penthouses, Einzelhandel im Erdgeschoss und einige Büroeinheiten.
Die Landmarks Preservation Commission der Stadt New York erklärte das Park Row Building am 15. Juni 1999 zum Wahrzeichen der Stadt und das Gebäude wurde am 16. November 2005 in das National Register of Historic Places aufgenommen.

## Galerie

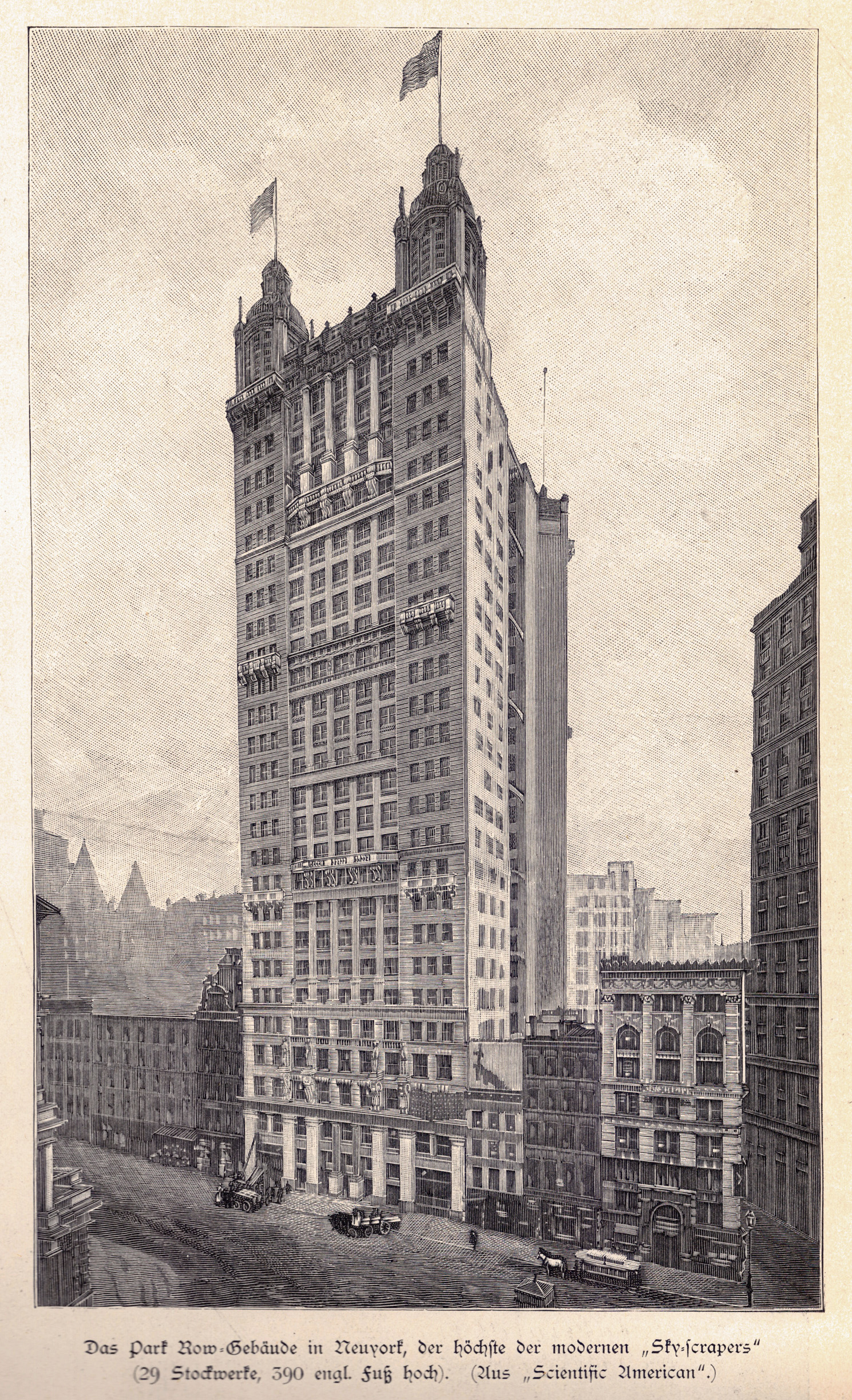
Zeichnerische Darstellung in der Illustrierten „Scientific American“ von 1899
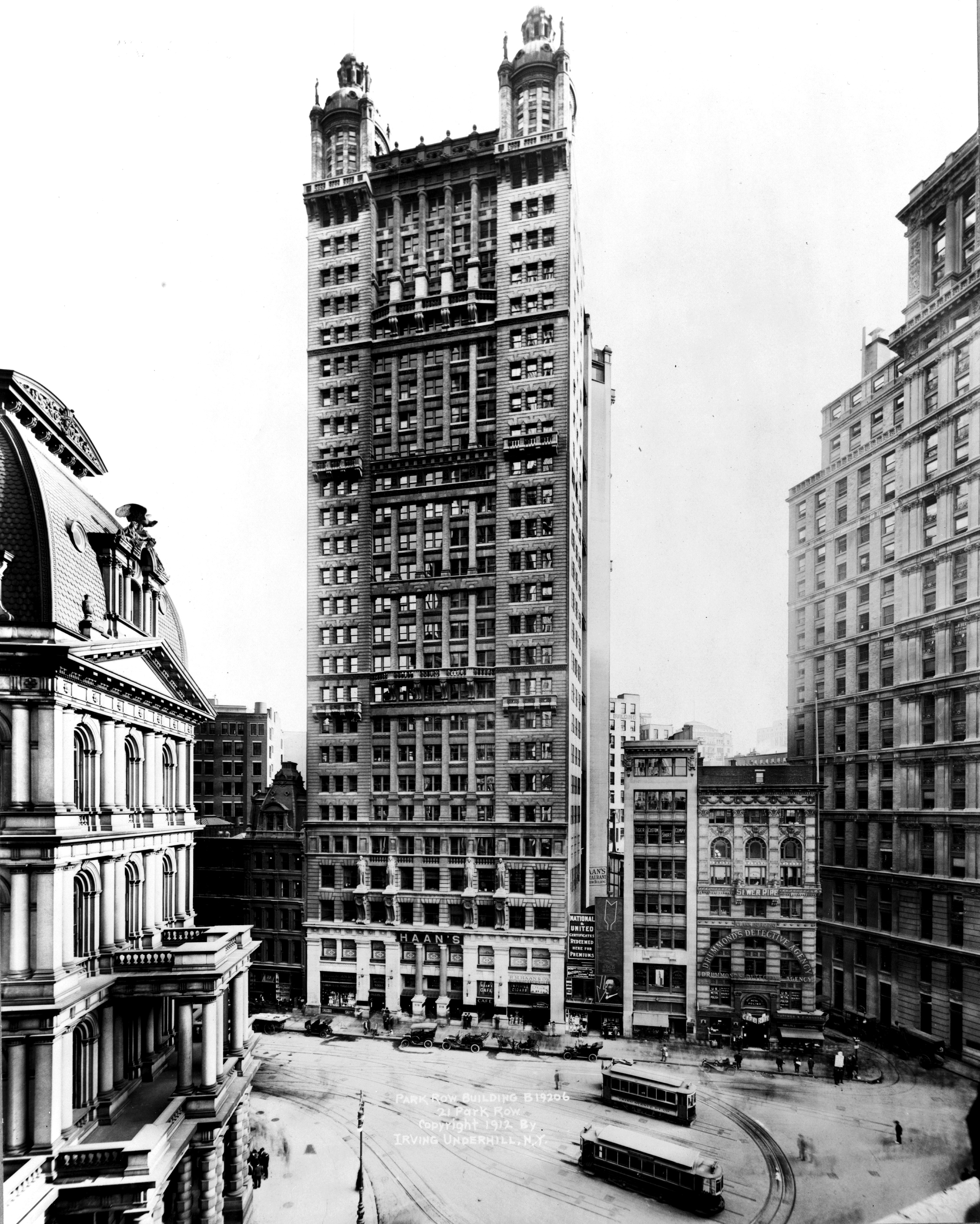
Aufnahme aus dem Jahr 1912
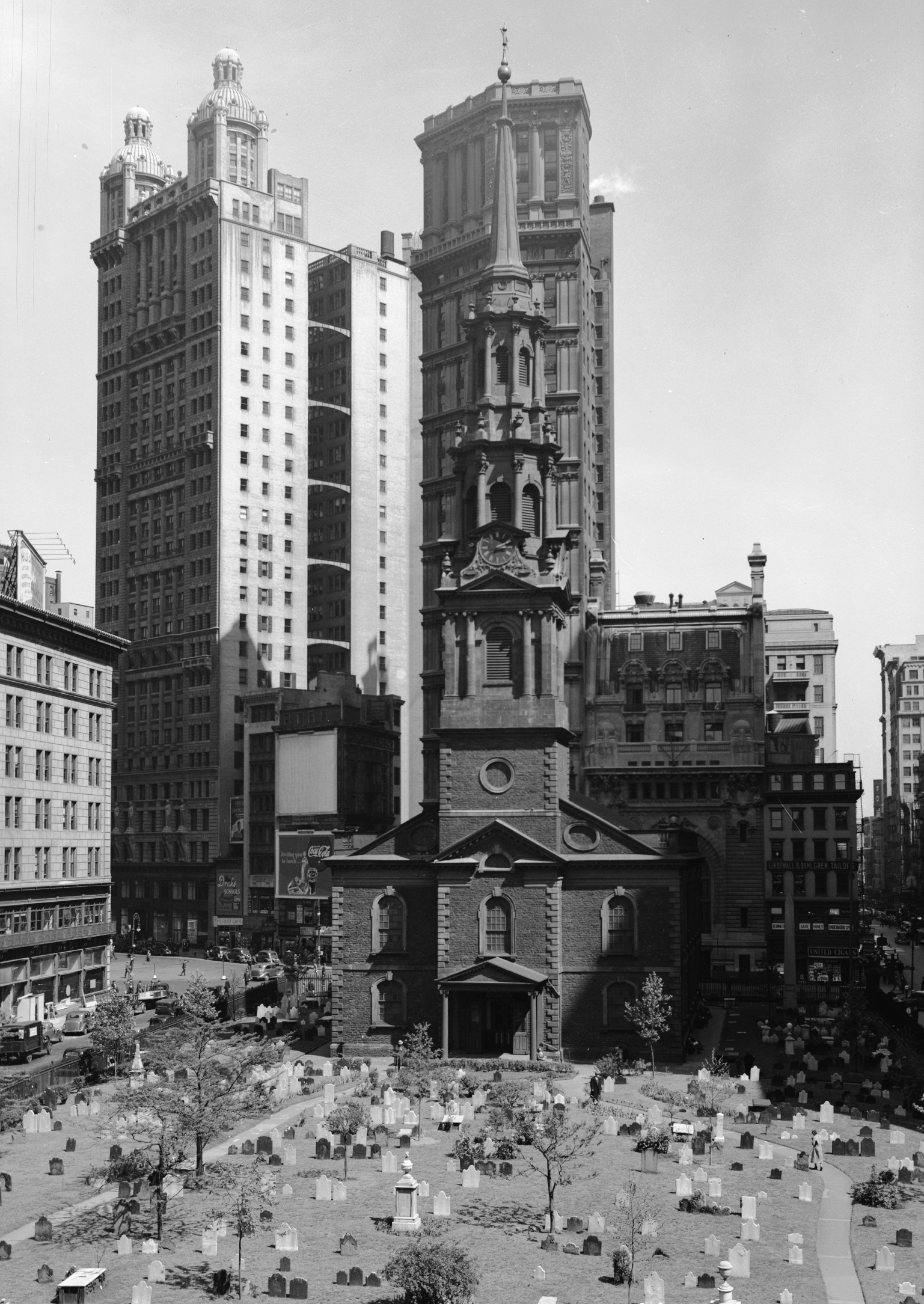
Das Hochhaus (links) mit der St. Paul’s Chapel (1937)
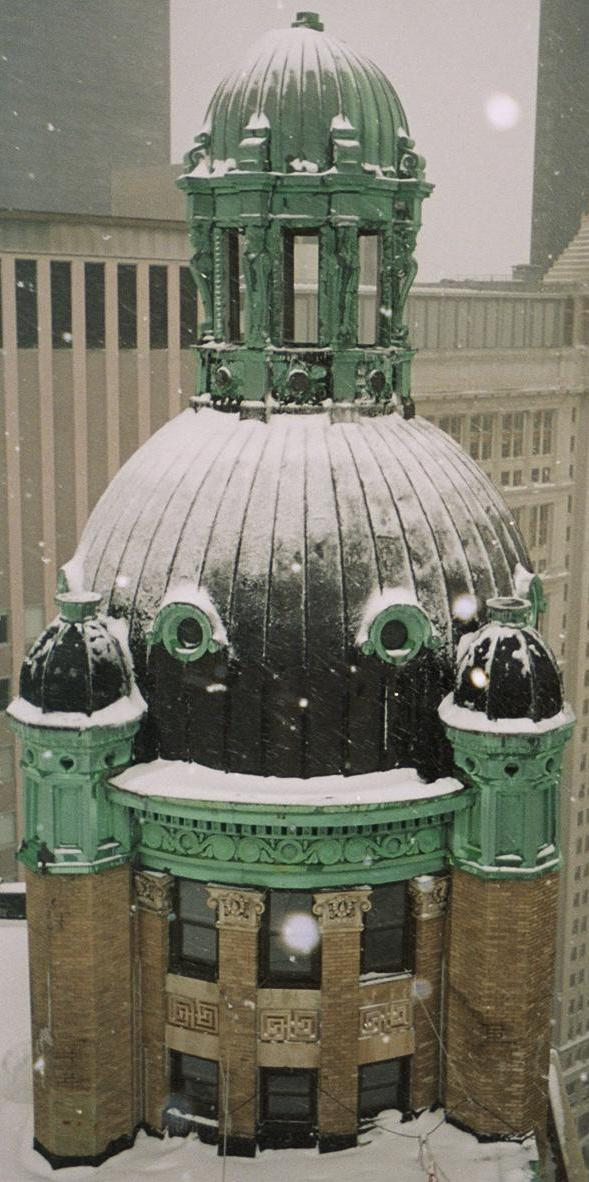
Der schneebedeckte Südturm am 19. Januar 2007
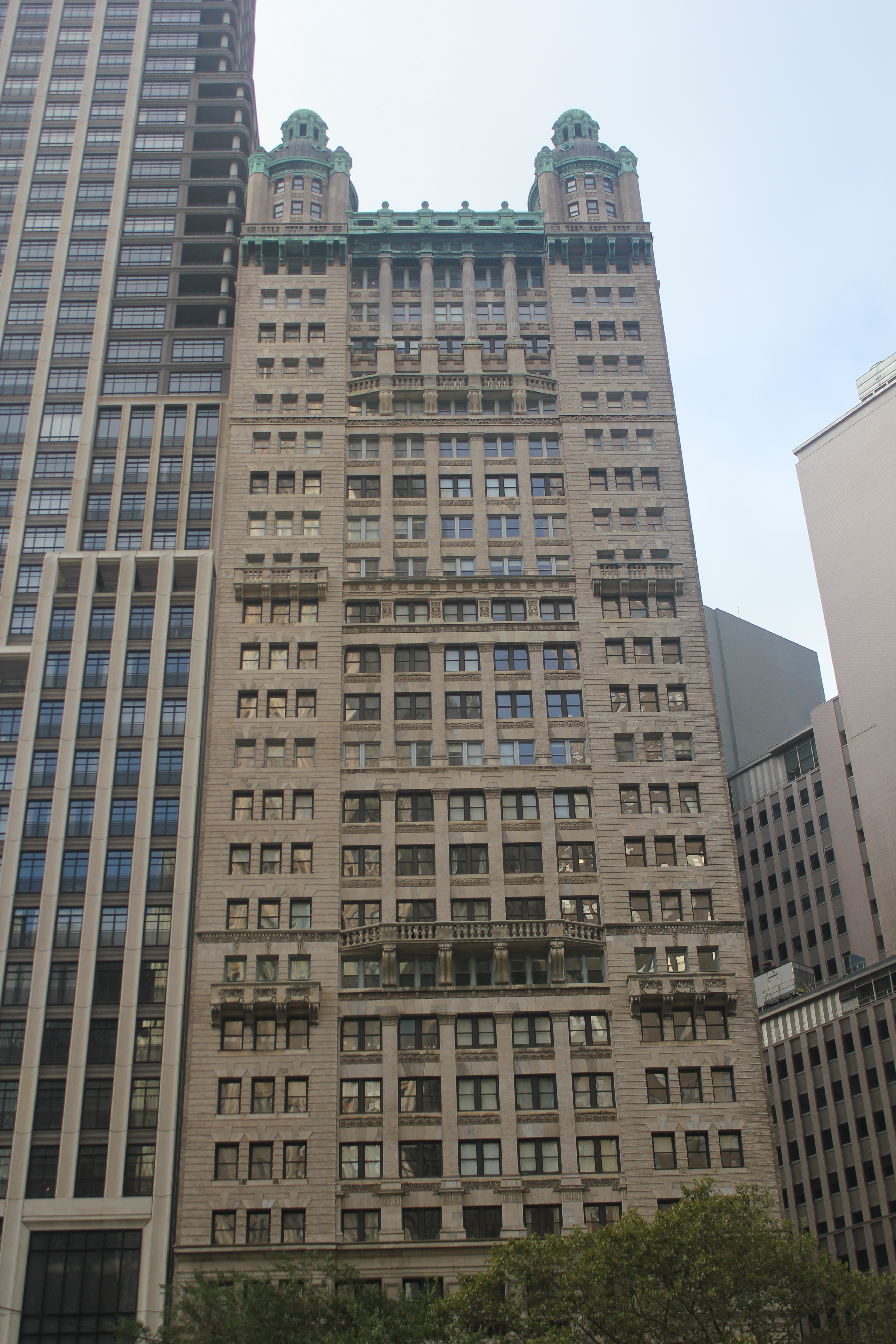
Park Row Building und 25 Park Row (links) im August 2022
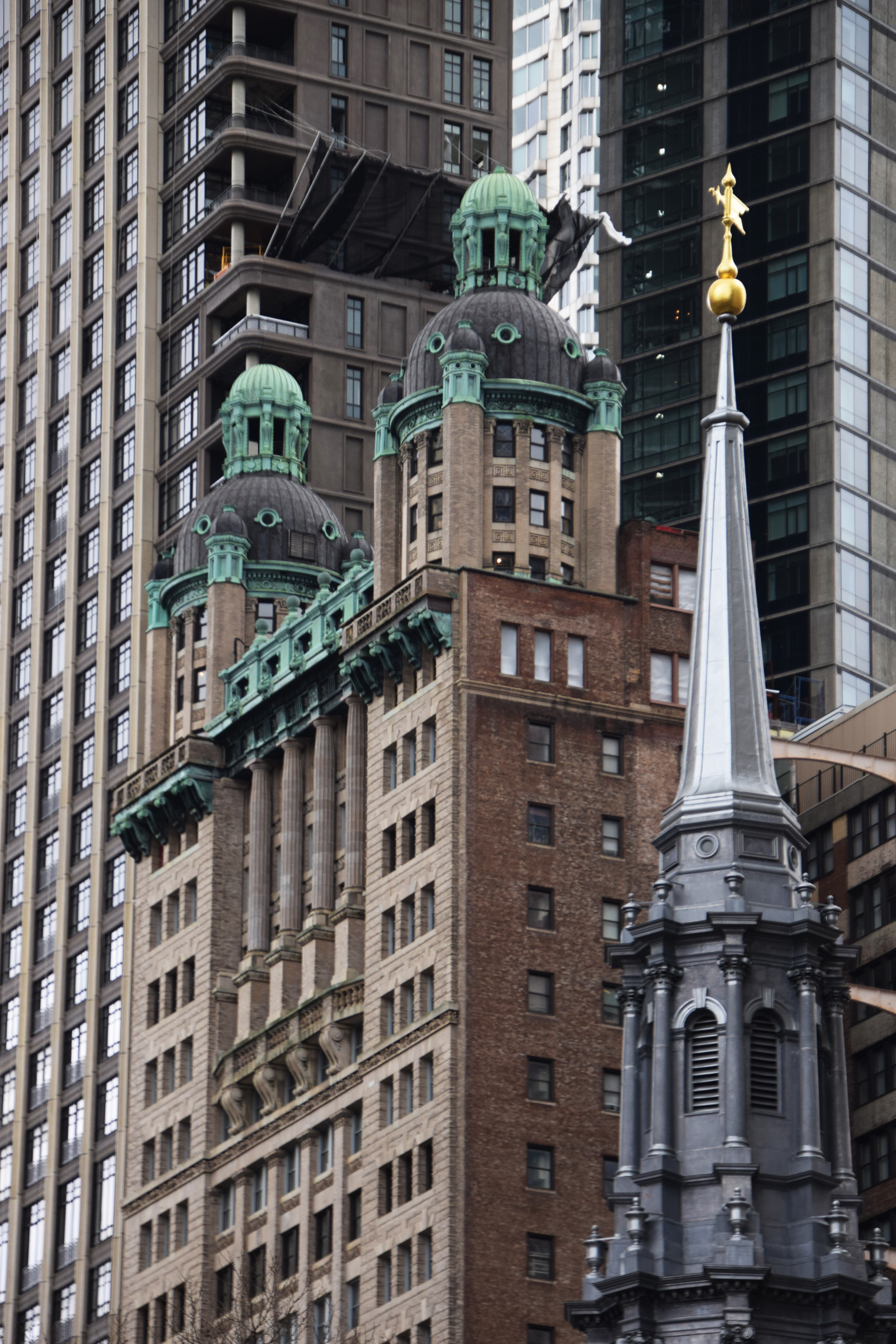
Park Row Building mit 25 Park Row (hinten links), 5 Beekman (hinten rechts), und St. Paul’s Chapel (vorn)